# Beilsteinův test

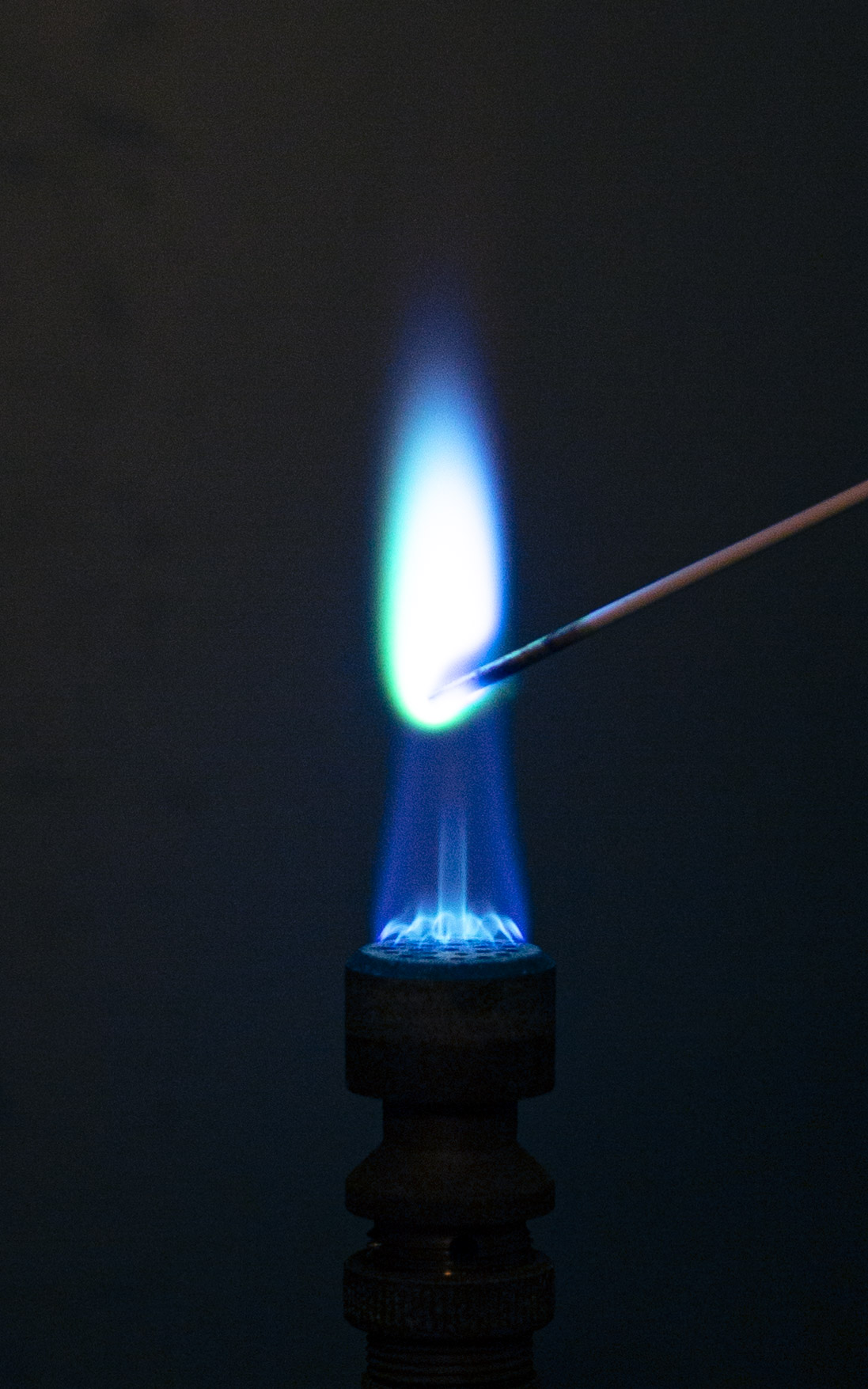
Beilsteinův test

Beilsteinův test, neboli Beilsteinova plamenná zkouška je jednoduchý kvalitativní chemický test užívaný v chemii na důkaz halogenderivátů. Byl vynalezen Friedrichem Beilsteinem.

## Princip
Měděný drát je žíhán nad plamenem kahanu, dokud se na něm nevytvoří malá vrstva oxidu měďnatého. Poté je ponořen do preparátu a ještě jednou zahříván nad kahanem. Pokud se plamen vlivem halogenidu měďnatého zbarví do sytě tyrkysova, dokázali jsme přítomnost halogenderivátů.
V dnešní době se tento test běžně nevyužívá. Jedním z důvodů je možnost uvolnění vysoce jedovatého dioxinu chlorného při spalování polychloroarenů.
Alternativním testem je test pomocí tavení sodíku. Tento test převádí organické materiály na anorganické soli, včetně halogenidu sodného. Přidáním roztoku dusičnanu stříbrného dojde ke srážení příslušného halogenidu stříbrného.